# Искрич, Фёдор Маркович
Федор Маркович Искрич (6 июня 1924, село Великий Прикол, теперь Краснопольского района Сумской области — 10 марта 1986, пгт Краснополье Краснопольского района Сумской области) — украинский советский деятель, новатор сельскохозяйственного производства, председатель колхоза «Ленинский путь» («Ленинский завет») Краснопольского района Сумской области. Депутат Верховного Совета УССР 6-7-го созывов. Герой Социалистического Труда (22.03.1966).

## Биография
Родился в семье крестьянина-середняка. Окончил сельскую школу.
В 1938—1939 годах — помощник бухгалтера колхоза села Великий Прикол Миропольского района Сумщины.
С октября 1939 до сентября 1941 года — технический секретарь, заведующий учёта Миропольского районного комитета комсомола (ЛКСМУ) Сумской области. В сентябре 1941 года был эвакуирован в Жердёвский район Тамбовской области.
В августе 1942 года призван в Красную армию, был курсантом военно-технического училища. С 1943 года служил в действующей армии, участник Великой Отечественной войны с ноября 1943 года. Служил командиром минометного взвода 1152-го стрелкового полка 344-й стрелковой дивизии 33-й армии 2-го Белорусского фронта, был комсоргом роты и редактором «Боевого листка». Дважды ранен.
После демобилизации — заместитель Уполномоченного Министерства заготовок СССР по Миропольскому району Сумской области.
Член ВКП(б) с 1949 года.
В 1953—1957 годах — председатель колхоза села Большой Прикол Миропольского (затем — Краснопольского) района Сумской области.
Закончил заочно Сумской с.-х. техникум.
В 1957—1970 годах — председатель колхоза «Ленинский путь» (потом — «Завещание Ленина») села Турья Краснопольского района Сумской области.
Указом Президиума Верховного Совета СССР от 22 марта 1966 года за успехи в деле развития сельского хозяйства Фёдору Марковичу Искричу было присвоено звание Героя Социалистического Труда с вручением ордена Ленина и медали «Серп и Молот».
В 1970—1976 годах — заместитель председателя исполнительного комитета Краснопольской районной совета депутатов трудящихся, начальник управления сельского хозяйства Краснопольского района Сумской области.
С 1976 до февраля 1986 года — директор Краснопольского межхозяйственного предприятия по производству яиц, молодняка птицы и комбикормов Сумской области.
Избирался депутатом Верховного Совета УССР 6-го и 7-го созывов.
Умер 10 марта 1986 года.

## Награды
- Герой Социалистического Труда (22.03.1966)
- орден Ленина (22.03.1966)
- орден Отечественной войны i ст. (11.03.1985)
- орден «Знак Почета»
- медаль «За отвагу» (7.07.1944)
- медали